# Burg Alt-Mackenzell
Die Burg Alt-Mackenzell, auch einfach Burg Mackenzell genannt, ist eine abgegangene Höhenburg auf dem leichten Sporn „Olmet“ bei 292 m ü. NN nahe der Herrenmühle südlich von Mackenzell, einem heutigen Ortsteil der Stadt Hünfeld im Landkreis Fulda in Hessen.
Die noch unbefestigte Burganlage wurde im 12. Jahrhundert von den 1146 erstmals urkundlich erwähnten Herren von Mackenzell erbaut. 1253 wurde die Burg durch Fürstabt Heinrich IV. von Erthal mit Mauern und Wall befestigt. 
1276 wurde die Burg als Raubritternest durch den Fuldaer Fürstabt Bertho IV. von Bimbach zerstört. Von der ehemaligen Burganlage ist nichts erhalten. Auf dem historischen Kartenwerk des Kurfürstentums Hessen von 1840 bis 1861 ist ein kreisrunder Burgwall mit Eingang von Norden noch eingezeichnet.